# Gastrotheca testudinea
Gastrotheca testudinea es una especie de anfibios de la familia Amphignathodontidae.
Habita en Bolivia, Ecuador y Perú.
Su hábitat natural incluye bosques bajos y secos y montanos tropicales o subtropicales secos.
Está amenazada de extinción por la pérdida de su hábitat natural.